# Bullet time

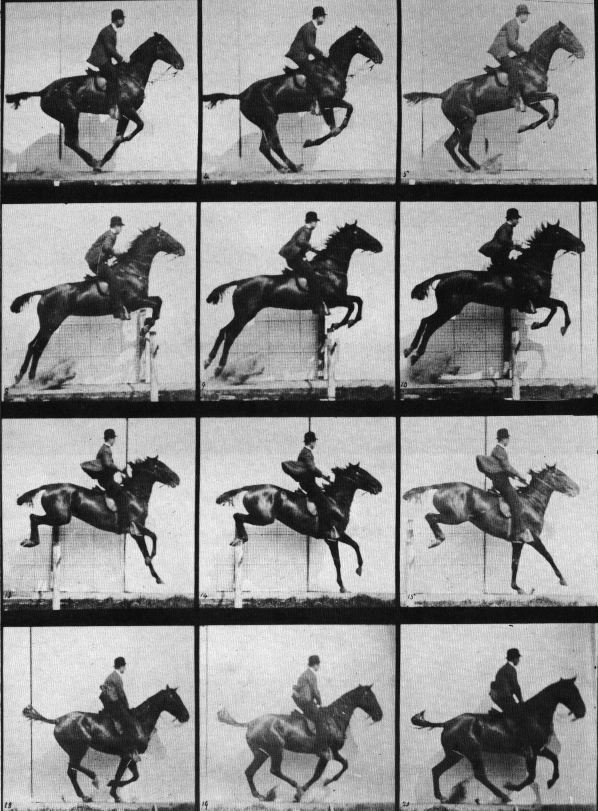
Серія фото коня в русі зроблена Едвардом Майбріджем

Bullet time — ефект, який застосовується у фільмах і відеоіграх, що створює уповільнений час. Назва походить від можливості за такого ефекту розгледіти навіть такі швидкі об'єкти, як кулі в польоті. У великих масштабах був використаний в трилогії «Матриця», пізніше став закладатися в основу деяких відеоігор (наприклад, «Enter the Matrix», «The Matrix: Path of Neo», «Max Payne», «Max Payne 2»).